# Antarabava

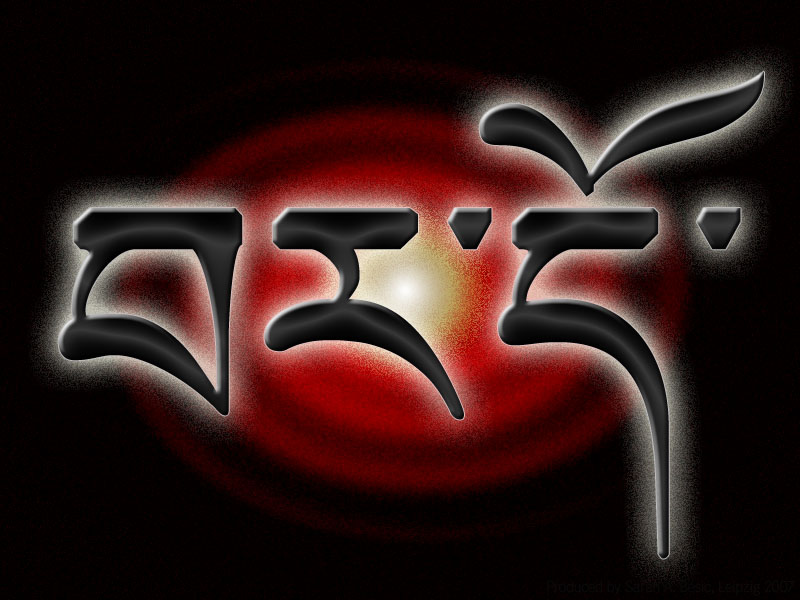
Representação estilizada da palavra "bardo", em tibetano

Bardo (em sânscrito: Antarabava) é, para o budismo tibetano, um estado de existência intermediária entre a morte e o renascimento.
São quatro os principais bardos:
- Bardo do local de nascimento
- Bardo do momento da morte
- Bardo da verdadeira natureza dos fenômenos
- Bardo do renascimento ou do vir a ser

O bardo do local do nascimento contém, ainda, mais dois bardos:
- Bardo dos sonhos
- Bardo do estado de meditação
- Bardo estado da pessoa entre a vida e a morte

Totalizando, assim, seis bardos.
Uma obra fundamental do budismo tibetano é o Bardo Thodöl (literalmente, "libertação do estado intermediário"), conhecido também como "Livro Tibetano dos Mortos". É um texto sagrado que é lido a fim de instruir a consciência de um morto de modo que ela saiba como se dirigir à iluminação nos estados pós-morte. Trata-se da principal prática budista tibetana, ou seja, a transferência da consciência (phowa).